# Boronia fraseri
Boronia fraseri är en vinruteväxtart som beskrevs av William Jackson Hooker. Boronia fraseri ingår i släktet Boronia och familjen vinruteväxter. Inga underarter finns listade i Catalogue of Life.